# Eibenstock
Eibenstock är en stad i distriktet Erzgebirgskreis i förbundslandet Sachsen i Tyskland. I staden ingår flera mindre omkringliggande orter. Staden ligger mellan floden Zwickauer Mulde och gränsen till Tjeckien. Vid floden finns en dammbyggnad som utgör Sachsens största vattenreservår.

## Historia
Den första byn på platsen där staden idag ligger etablerades troligen under 1100-talet av personer som kom från Oberfranken. Kring orten hittades tenn som utvanns med gruvdrift. Under 1500-talet etablerades dessutom järnmalmsgruvor. 1546 fick Eibenstock av kurfurste Johan Fredrik I av Sachsen tillåtelse att kalla sig "fri bergstad" men stadsrättigheter fick orten först 1639. Eibenstock hade ett eget sigill och borgarna behövde inte göra militärtjänst men staden var inte lika framgångsrik som Freiberg, Annaberg eller Schneeberg på grund av att silverfyndigheter saknades. Efter att tennfyndigheterna var förbrukade lades gruvdriften ner vid slutet av 1800-talet.
Gruvdriften ersattes med broderi, först per hand och senare med hjälp av maskiner. Tyg med utsmyckning såldes till olika furstehus i Europa och till modeföretag i hela världen. Efter de två världskrigen var även denna industri inte längre eftertraktad. Efter andra världskriget letade företaget Wismut efter uran i Erzgebirge men kring Eibenstock hittades ingenting. Däremot var många stadsbor anställda vid företaget. Med dammbyggnaden som färdigställdes mellan 1974 och 1984 ökade turismen i regionen som är en av stadens huvudnäringar sedan Tysklands återförening.

## Sevärdheter och utflyktsmål
- Rådhuset i jugendstil
- Talsperre Eibenstock (dammbyggnad)
- Stadskyrkan från 1868
- Trinitatiskirche i ortsdelen Carlsfeld
- Auersberg, 1018 meter över havet, med utsiktstorn
- Vattenfall Blauenthal
- Park med skulpturer som föreställer tyska sagor

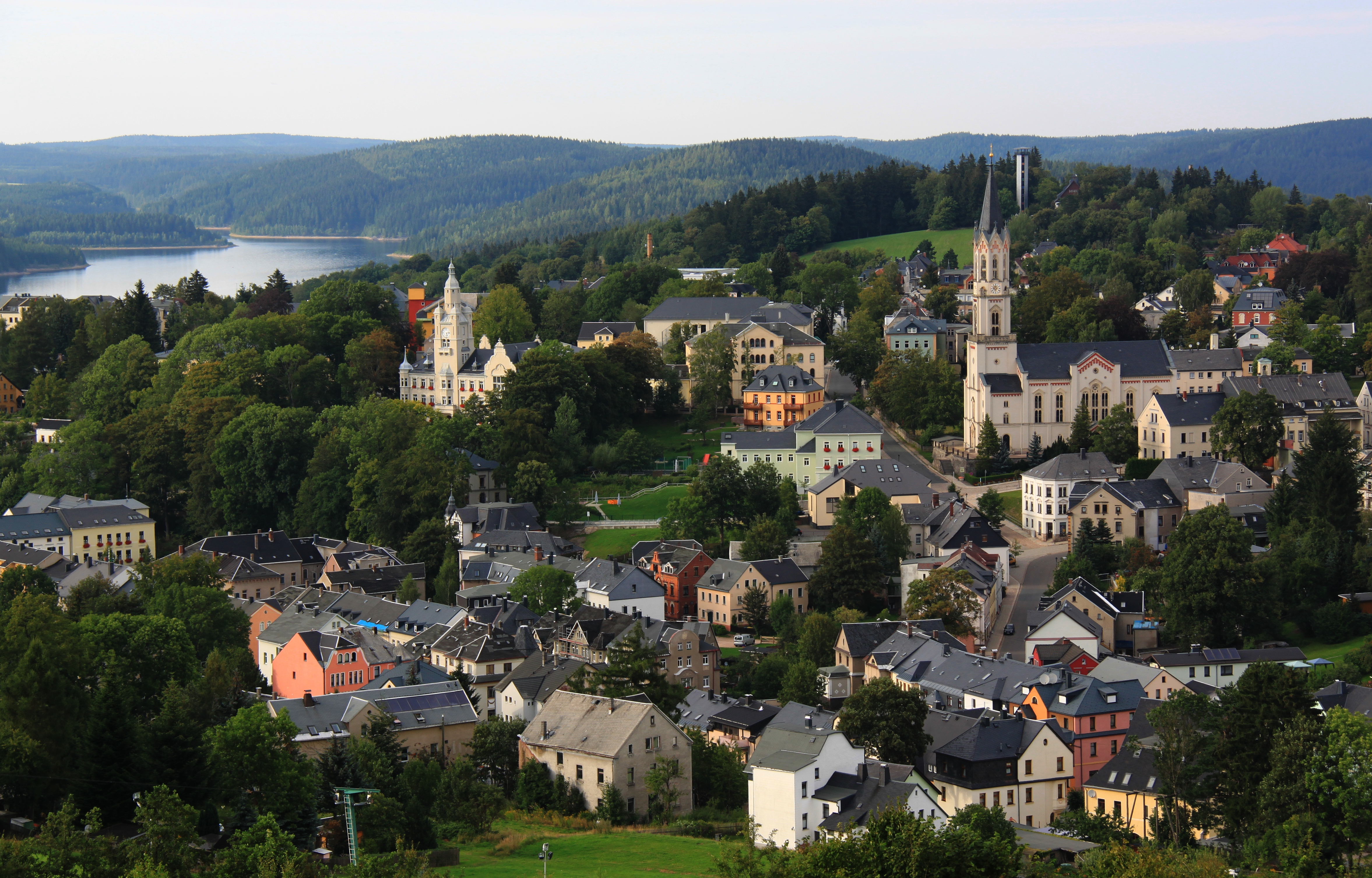
Vy över stadens centrum
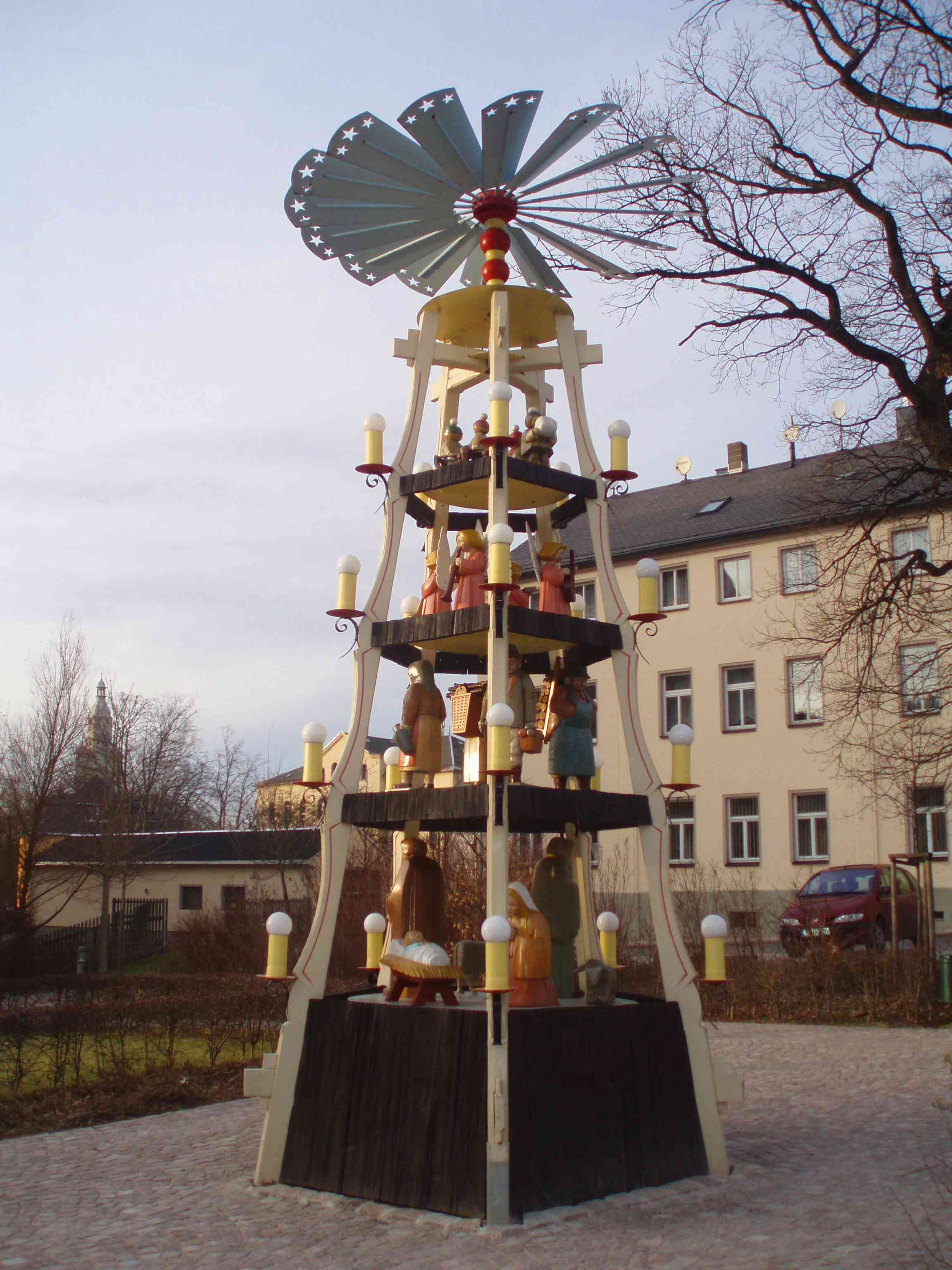
Stadens julpyramid
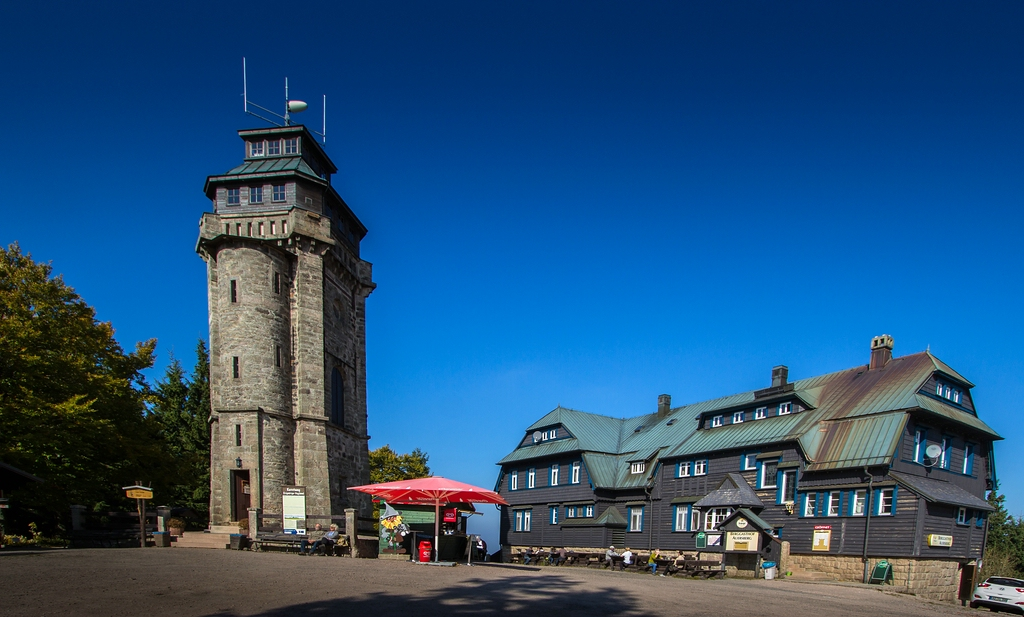
Byggnader på Auersberg
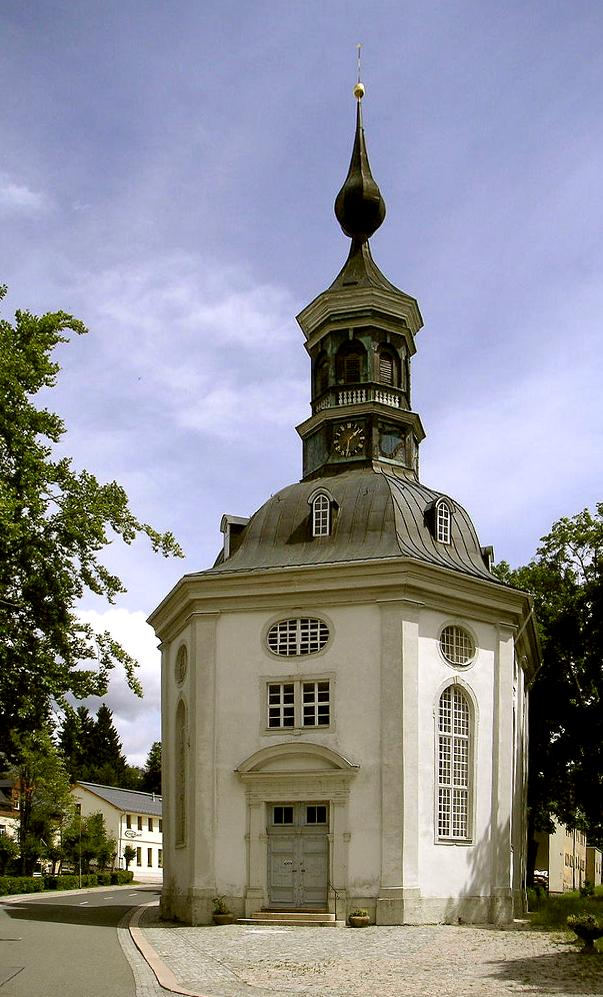
Kyrkan i Carlsfeld